# لی فیلیپس
لی فیلیپس (انگلیسی: Lee Philips؛ ۱۰ ژانویهٔ ۱۹۲۷ – ۳ مارس ۱۹۹۹) یک هنرپیشه، بازیگر سینما، و کارگردان فیلم اهل ایالات متحده آمریکا بود.

## فیلمشناسی
از فیلم‌ها یا برنامه‌های تلویزیونی که وی در آن نقش داشته است می‌توان به پیتون پلیس اشاره کرد.